# Feignies

Feignies este o comună în departamentul Nord, Franța. În 1 ianuarie 2022 avea o populație de 6.727 de locuitori.